# Zanglān
Zanglān (persiska: زنگلان, زَنگلان) är en ort i Iran.   Den ligger i provinsen Västazarbaijan, i den nordvästra delen av landet, 600 km väster om huvudstaden Teheran. Zanglān ligger 1 711 meter över havet och antalet invånare är 330.
Terrängen runt Zanglān är varierad. Runt Zanglān är det ganska tätbefolkat, med 185 invånare per kvadratkilometer. Närmaste större samhälle är Silvana, 9,6 km söder om Zanglān. Trakten runt Zanglān består i huvudsak av gräsmarker.